# Corythalia luctuosa
Corythalia luctuosa là một loài nhện trong họ Salticidae.
Loài này thuộc chi Corythalia. Corythalia luctuosa được Lodovico di Caporiacco miêu tả năm 1954.